# Babieca
Babieca ou Bavieca est le nom du destrier blanc que la légende et les sources littéraires attribuent à Rodrigo Díaz de Vivar, plus connu sous le nom de Cid. Cet étalon Castilian aurait été offert au Cid par son parrain, le prêtre Gros Pierre.

## Dénomination et étymologie
En espagnol, le nom de ce cheval est Babieca ou Bavieca. Plusieurs pistes étymologiques ont été proposées, sans qu'aucune ne soit satisfaisante. La principale hypothèse a été formulée par Martín de Riquer en 1953, d'après qui le nom de « Babieca » est attribué par analogie avec le cheval de Guillaume d'Orange nommé Bauçan, « bausán » signifiant « imbécile » ou « idiot » en castillan médiéval, de même que « babieca ».
Menéndez Pidal a proposé d'autres explications sur le nom du cheval du Cid, bien que cette thèse ne concorde pas avec la caractérisation du cheval, ni avec le ton du poème épique. Sans support documentaire, il estime que « babieca  » signifierait « babeador », mais il n’y a aucune preuve que le mot « babieca » ait eu cette signification, ni qu’il soit possible de relier étymologiquement « babieca » avec « babeador ». 
Enfin, il a été proposé que le nom vienne de l'utilisation d'un langage aragonais dans lequel le terme « babieca » (ou « babueca ») signifie « chouette » ou « hibou », signification également documentée dans les dialectes catalans d'Ampurdán et signifiant « autillo ».

## Sources littéraires

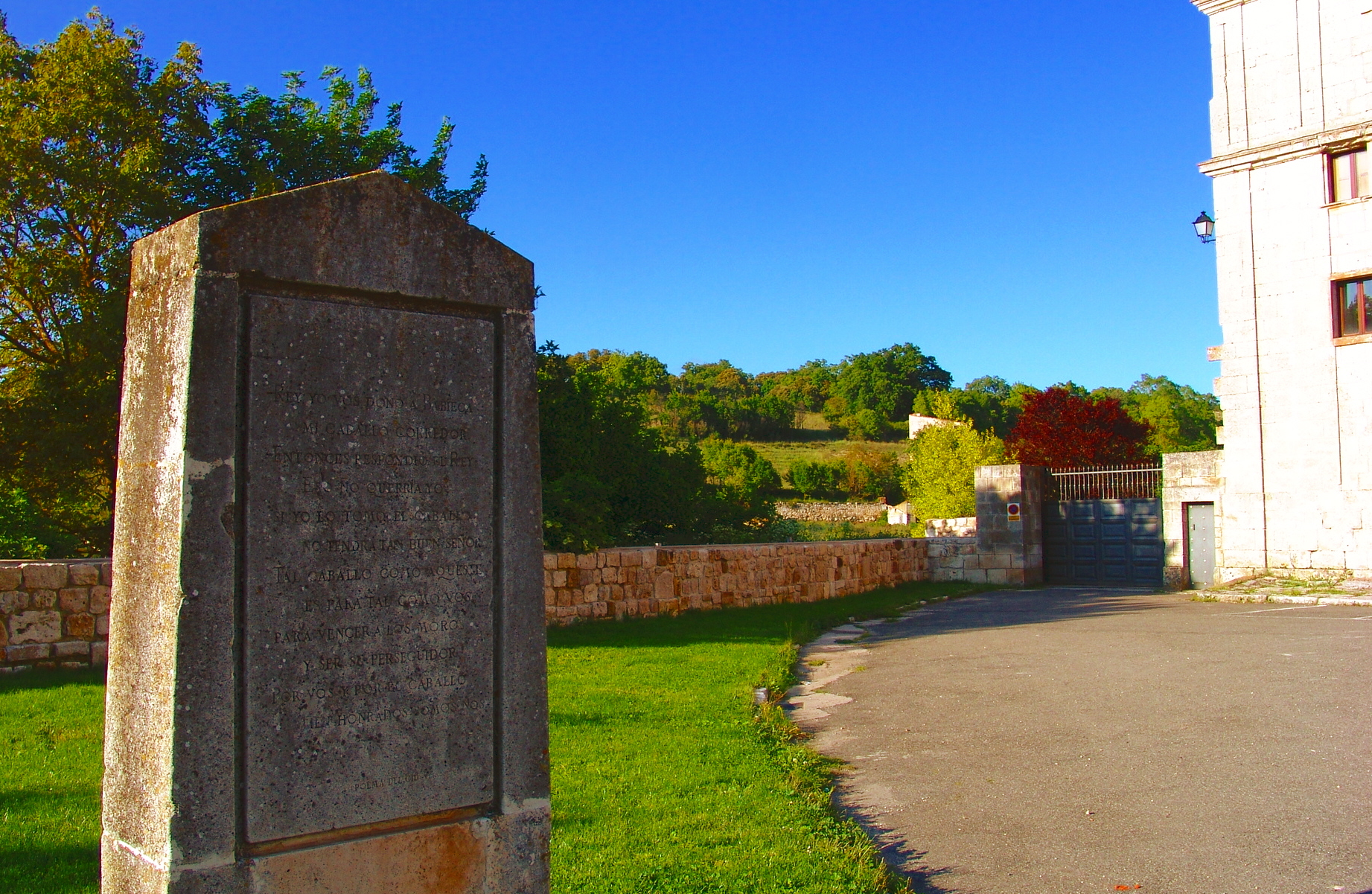
La tombe de Babieca

Avant d'être nommé dans la chanson du Cid, ce cheval Castillan a été caractérisé, sans être nommé, dans le Carmen Campidoctoris (composé vers 1190). C'est un cheval d'Afrique du Nord acheté pour mille Dinars, d'une grande rapidité et très agile, particulièrement apprécié comme cheval de guerre, lesquels étaient généralement robustes, lourds et relativement lents. Selon la légende propagée dans Cantar de Mio Cid, Rodrigo Díaz de Vivar s'était vu proposer les meilleurs poulains du pays par le prêtre chartreux Gros Pierre, mais il en choisit un que tous jugeaient mal conformé. Le prêtre traita alors son filleul de Babieca (stupide), et le poulain fut baptisé ainsi.
Lors du siège de Valence en 1099, c'est sur le dos de Babieca que le Cid se serait fait attacher pour mener une dernière fois ses troupes au combat. Après l'enterrement de son maître, Babieca reste sans cavalier jusqu'à sa mort. Gil Diez, un ami du Cid qui l'avait converti à la foi chrétienne, prit, après la mort du héros, ses précautions pour que la race de Babieca ne s'éteignît pas. Aussi, dit la chronique, a-t-elle produit pour la Castille une multitude de bons et de précieux Palefrois. 
Babieca serait mort âgé de quarante ans, deux ans après le Cid, et enterré à la porte du monastère de San Pedro de Cardeña. On y planta deux ormes, l'un à sa tête, l'autre à ses pieds. Dans le romance où le Cid est supposé dicter ses dernières volontés, il a soin de pourvoir à son fidèle destrier :

« Y si permitiere dios

Que el mi caballo Babieca

Fincare sin su señor,

Y llamare á vuesa puerta,

Abridle y acariciadle,

Y dadle ración entera ;

Que quien sirve a buen señor

Buen galarson del espera. »

— Adelb Keller, Romancero del Cid, p. 233